# Brachirus elongatus
Brachirus elongatus es una especie de pez de la familia Soleidae en el orden de los Pleuronectiformes.

## Distribución geográfica
Se encuentran en el estuario del Mekong.